# ジャービル・アル＝ムバーラク・アッ＝サバーハ
ジャービル・アル＝ムバーラク・アッ＝サバーハ（アラビア語: جابر المبارك الصباح, 英語: Jaber II Al-Sabah、1860年 - 1917年2月5日）は第8代目クウェート国首長（在位1915年 - 1917年）でサバーハ家当主。なお、現在までの歴代首長に同名の首長が2人いるので「世界王朝王名総覧」では『ジャービル2世』と表記。
父はムバラク大首長。子はアブドゥッラー、アフマド首長（第10代目クウェート首長）。父の晩年に関係が悪化したサウジアラビアのアブドゥルアズィーズ・イブン＝サウードとの関係修復に尽力するが、病弱なために在位2年で病死。首長位は弟のサーリム首長が継承。